# Jim Bechtel
James Gary „Jim“ Bechtel (* 1952 in Arizona) ist ein US-amerikanischer Baumwollfarmer und Pokerspieler. Er gewann 1993 die Poker-Weltmeisterschaft und ist insgesamt zweifacher Braceletgewinner der World Series of Poker.

## Pokerkarriere

### Werdegang
Bechtel verpasste seinen ersten Turniersieg bei der World Series of Poker (WSOP) in Las Vegas nur knapp, als er 1979 den zweiten Platz bei einem Event der Variante No Limit Hold’em belegte. Er schaffte es im Jahr 1988 an den Finaltisch des Hauptturniers, bei dem er den mit rund 50.000 US-Dollar dotierten sechsten Platz errang. Im November 1992 gewann er das Hall of Fame Poker Classic in Binion’s Horseshoe und erhielt eine Siegprämie von 214.000 US-Dollar. Bei der WSOP 1993 saß Bechtel wieder am Finaltisch des Main Events und gewann die finale Hand mit J♣ 6♥  gegen Glenn Cozens 7♦ 4♥ bei einem Board von 10♦ 8♠ 3♣ 2♣ 5♦. Somit gewann erstmals seit 1979 wieder ein Amateur das Main Event. Bechtel erhielt dafür eine Siegprämie von einer Million US-Dollar sowie ein Bracelet. Bei der WSOP 2006 gelang ihm der Sprung an den Finaltisch des prestigeträchtigen 50.000 US-Dollar teuren H.O.R.S.E.-Events, bei dem er dank eines vierten Platzes rund 550.000 US-Dollar gewann. Bei der WSOP 2019 setzte sich Bechtel bei einem Turnier in No Limit 2-7 Lowball Draw durch und sicherte sich sein zweites Bracelet sowie den Hauptpreis von mehr als 250.000 US-Dollar. Mit dem Zeitraum von 26 Jahren zwischen zwei gewonnenen Bracelets stellte Bechtel einen neuen WSOP-Rekord auf.
Insgesamt hat sich Bechtel mit Poker bei Live-Turnieren knapp 3 Millionen US-Dollar erspielt.

### Braceletübersicht
Bechtel kam bei der WSOP 26-mal ins Geld und gewann zwei Bracelets:
| Jahr | Buy-in (in $) | Turnier                                          | Teilnehmer | Preisgeld (in $) |
| ---- | ------------- | ------------------------------------------------ | ---------- | ---------------- |
| 1993 | 10.000        | No-Limit Hold’em Main Event – World Championship | 231        | 1.000.000        |
| 2019 | 10.000        | No-Limit 2-7 Lowball Draw                        | 091        | 0.253.817        |